# Voorgoed voorbij
Voorgoed voorbij was de tweede Nederlandse inzending op het Eurovisiesongfestival 1956. Het lied werd gezongen door Corry Brokken.
Brokken zingt in het lied over een oude liefde. Ze vraagt hem of de liefde  "voorgoed voorbij" is. Ze legt uit dat zij de liefde veel te serieus nam.
Brokken trad als achtste op, na Franca Raimondi met "Aprite le finestre" en voorafgaand aan Lys Assia met "Refrain". Aangezien de puntentelling van dit jaar nooit bekend is gemaakt is het niet bekend op welke plek het nummer is gekomen. Voor zover bekend is er van Voorgoed voorbij geen single geperst. 
Het Eurovisiesongfestival van 1956 was de eerste editie van het festival en de enige waarbij de deelnemende landen twee nummers in mochten sturen. De andere inzending voor Nederland was Jetty Paerl met het nummer De vogels van Holland.

## Referentie
- Bladmuziek (manuscript) op www.muziekschatten.nl

1956: De vogels van Holland / Voorgoed voorbij · 1957: Net als toen · 1958: Heel de wereld · 1959: 'n Beetje · 1960: Wat een geluk · 1961: Wat een dag · 1962: Katinka · 1963: Een speeldoos · 1964: Jij bent mijn leven · 1965: 't Is genoeg · 1966: Fernando en Filippo · 1967: Ring-dinge-ding · 1968: Morgen · 1969: De troubadour · 1970: Waterman · 1971: Tijd · 1972: Als het om de liefde gaat · 1973: De oude muzikant · 1974: Ik zie een ster · 1975: Ding-a-dong · 1976: The party's over · 1977: De mallemolen · 1978: 't Is O.K. · 1979: Colorado · 1980: Amsterdam · 1981: Het is een wonder · 1982: Jij en ik · 1983: Sing me a song · 1984: Ik hou van jou · 1986: Alles heeft ritme · 1987: Rechtop in de wind · 1988: Shangri-la · 1989: Blijf zoals je bent · 1990: Ik wil alles met je delen · 1992: Wijs me de weg · 1993: Vrede · 1994: Waar is de zon · 1996: De eerste keer · 1997: Niemand heeft nog tijd · 1998: Hemel en aarde · 1999: One good reason · 2000: No goodbyes · 2001: Out on my own · 2003: One more night · 2004: Without you · 2005: My impossible dream · 2006: Amambanda · 2007: On top of the world · 2008: Your heart belongs to me · 2009: Shine · 2010: Ik ben verliefd (sha-la-lie) · 2011: Never alone · 2012: You and me · 2013: Birds · 2014: Calm after the storm · 2015: Walk along · 2016: Slow down · 2017: Lights and shadows · 2018: Outlaw in 'em · 2019: Arcade · 2020: Grow · 2021: Birth of a new age · 2022: De diepte · 2023: Burning daylight · 2024: Europapa